# Медичи, Биа
Биа (Бия) Ме́дичи (1536, Флоренция — 1 марта 1542, там же) — незаконнорождённая дочь Великого герцога Тосканского Козимо I, рождённая неизвестной женщиной ещё до брака между Козимо и Элеонорой Толедской.
Биа Медичи известна своим изображением на знаменитом «Портрете Бии» живописца Аньоло Бронзино, хранящемся в галерее Уффици.

## Биография
Биа Медичи родилась в 1536 году во Флоренции. Данные о том, кем была её мать, не сохранились: имя этой женщины было известно лишь отцу девочки, Козимо I Медичи, и его матери (её бабушке) Марии Сальвиати. Полное имя, данное девочке при рождении, выглядело как Бьянка, однако уменьшительная форма — Биа — использовалась гораздо чаще.
В возрасте 5 лет Биа умерла от лихорадки. После её смерти отец заказал портрет девочки художнику Бронзино. На портрете Биа изображена сидящей в кресле, с медальоном на шее, на котором изображён профиль Козимо I. Знатоки живописи оценивают «Портрет Бии» как одну из лучших работ Бронзино.
В 1948 году американский скульптор Джозеф Корнелл создал скульптуру «Принцесса Медичи» на основе полотна Бронзино. Скульптура находится в Смитсоновском музее, Вашингтон.